# 렁카항
렁카항(중국어 정체자: 梁嘉恆, 간체자: 梁嘉恒, 병음: Liáng Jiākēng 량자컹[*], 광둥어: 梁嘉恆 Leong4 gaa1 hang4, 렁카항, 포르투갈어: Leong Ka Hang; 1992년 11월 22일 ~ )은 마카오의 전직 축구 선수로 현역 시절 공격수로 활동했으며 마카오 국가대표팀 내 역대 국제 A매치 득점 랭킹 2위에 올라 있다.

## 생애
15살, 16살 때 팔이 부려졌고 얼마 못 가서 또 팔이 부러지면서 심한 고생을 겪었고 의사는 운동을 그만둘 것을 권유하였지만 왼쪽 발에 플라스틱 보호대를 착용하고 있었음에도 경기를 뛰는데 아무런 지장이 없었다.
그 후 18살의 어린 나이에 마카오 성인대표팀에 발탁되었으며 2011년 8월에는 축구 훈련을 받으러 일본으로 유학을 떠나기도 했다.

## 클럽 경력

### 다푸 FC
2014년 9월 8일 홍콩 프리미어리그의 다푸 FC 대표 선수 선발 대회에 나갔으며 같은 해 11월 6일 팀의 정식 선수로 뽑힌 이후2014년 11월 22일 후반전 교체 선수로 투입되어 프로 데뷔골을 기록했는데 이날은 본인의 22번째 생일이었다.

### 홍콩 페가수스
2016년 여름 홍콩 페가수스에 입단한 후 같은 해 12월에 외국인 선수에서 로컬 플레이어로 전환했으며 2018년까지 2년간 활동하며 2016-17 홍콩 사플링컵 준우승을 차지했다.

### 리만 FC
2018년 같은 홍콩 리그팀인 리만 FC로 이적해 2021년까지 활동하며 팀의 2018-19 홍콩 사플링컵 우승, 2019-20 홍콩 시니어 챌린지 실드 준우승 등에 일조했다.

## 국가대표팀 경력

### 마카오 청소년 대표팀
마카오 U-20 대표팀 시절 2010년 AFC U-19 챔피언십 예선에 참가하여 첫 상대팀인 대한민국을 상대로 0-5로 크게 지고 있던 상황에서 후반 9분에 극적으로 만회골을 기록한 뒤 다음 경기 상대인 방글라데시전에서는 팀의 3-2 승리를 이끌었고 그 후 U-23 대표팀의 일원으로 참가한 2013년 AFC U-22 챔피언십 예선에서는 호주에 2-3으로 석패했다.

### 마카오 A대표팀
2011년 7월 2일 베트남과의 2014년 FIFA 월드컵 아시아 지역 1차 예선을 통해 성인대표팀에서의 국제 A매치 데뷔전이자 첫 국제 대회 데뷔전을 가졌으나 팀은 이 경기에서 1-13으로 대패했고 2014년 10월 14일 홈에서 열린 싱가포르와의 친선 경기에서는 2-2 무승부를 기록했다. 
그 뒤 2016년 AFC 솔리대리티컵에 출전하여 라오스와의 B조 조별리그 2차전과 브루나이와의 4강전에서 각각 1골씩 뽑아내면서 마카오 축구 역사상 첫 국제 대회 준우승에 기여했고 이에 힘입어 대회 최우수선수상에 선정되는 영예를 안았으며 2019년 A매치 통산 32경기에서 12득점을 기록한 뒤 국가대표팀 유니폼을 반납했다.

## 경기 기록

### 국가대표팀 득점
| #   | 일시        | 장소                                     | 상대 국가       | 스코어 | 골  | 매치 형식                               |
| --- | ----------- | ---------------------------------------- | --------------- | ------ | --- | --------------------------------------- |
| 1   | 2010-10-09  | 중화 타이베이 가오슝                     | 중화 타이베이   | 1-7    | 1   | 2010년 롱텅컵                           |
| 2   | 2011-02-09  | 캄보디아 프놈펜                          | 캄보디아        | 1-3    | 1   | 2012년 AFC 챌린지컵 예선                |
| 3   | 2011-062-16 | 마카오 타이파                            | 캄보디아        | 3-0    | 1   | 2012년 AFC 챌린지컵 예선                |
| 4   | 2011-07-02  | 마카오 타이파                            | 베트남          | 1-7    | 1   | 2014년 FIFA 월드컵 아시아 지역 예선     |
| 5   | 2011-10-02  | 중화 타이베이 가오슝                     | 홍콩            | 1-5    | 1   | 2011년 롱텅컵                           |
| 6   | 2014-07-25  | 괌 하몬                                  | 몽골            | 3-2    | 1   | 2015년 EAFF 동아시안컵                  |
| 7   | 2014-10-14  | 마카오 타이파                            | 싱가포르        | 2-2    | 1   | 친선 경기                               |
| 8   | 2015-03-17  | 마카오 타이파                            | 캄보디아        | 1-1    | 1   | 2018년 FIFA 월드컵 아시아 지역 1차 예선 |
| 9   | 2016-11-6   | 말레이시아 쿠칭 사라왁 경기장            | 라오스          | 2–1    | 1   | 2016년 AFC 솔리대리티컵                 |
| 10  | 2016-11-12  | 말레이시아 쿠칭 사라왁 경기장            | 브루나이        | 1–1    | 1   | 2016년 AFC 솔리대리티컵                 |
| 11. | 2018-09-04  | 몽골 울란바토르 몽골 축구 연맹 축구 센터 | 괌              | 2–0    | 2–0 | 2019년 EAFF E-1 풋볼 챔피언십 예선      |
| 12. | 2018-09-06  | 몽골 울란바토르 몽골 축구 연맹 축구 센터 | 북마리아나 제도 | 1–0    | 1–1 | 2019년 EAFF E-1 풋볼 챔피언십 예선      |

## 수상 내역

### 클럽
홍콩 페가수스
- 홍콩 사플링컵 : 준우승 (2016-17)

 리만 FC
- 홍콩 프리미어리그 : 3위 (2020-21)
- 홍콩 사플링컵 : 우승 (2018-19)
- 홍콩 시니어 챌린지 실드 : 준우승 (2019-20)

### 국가대표팀
마카오
- AFC 솔리대리티컵 : 준우승 (2016)

### 개인
- AFC 솔리대리티컵 MVP : 2016